# Теличка (станция метро)
«Тели́чка» (укр. «Тели́чка») — техническая станция Киевского метрополитена. Находится на Сырецко-Печерской линии, в местности Нижняя Теличка.
Находится на перегоне станций Выдубичи – Славутич

## История строительства
Строительство станции началось в конце 1980-х, были построены две платформы на участке между станцией «Выдубичи» и Южным мостом. Работы по переделке в полноценную пассажирскую были прекращены в 1992 году. 
По состоянию на 2021 год никакие работы по достройке станции не ведутся, проектные работы также заморожены. 
В конце 2012 года станция появилась на вагонных схемах Киевского метрополитена как строящаяся.

## Перспективы
На презентации новых станций ККЛ 5 ноября 2010 года, была представлена концепция развития киевского метрополитена на ближайшие годы, согласно которой станцию можно ввести в эксплуатацию в 2013 году. В августе 2012 года в КП «Киевский метрополитен» сообщили, что в ближайшие годы достройка станции не планируется.
На данный (2021 год) момент, согласно Генплану Киева 2019-2025, отмечается как перспективная.
Возобновление работ возможно при увеличении плотности застройки прилегающей территории. 